# Cibicidinae
Cibicidinae es una subfamilia de foraminíferos bentónicos de la familia Cibicididae, de la superfamilia Planorbulinoidea, del Suborden Rotaliina y del orden Rotaliida. Su rango cronoestratigráfico abarca desde el Paleoceno hasta la Actualidad.

## Clasificación
Cibicidinae incluye a los siguientes géneros:
- Cibicicoides, también aceptado como Cibicides
- Cibicides
- Cibicidina
- Cibicidinella
- Discorbia
- Falsocibicides †
- Falsoplanulina †
- Fontbotia
- Lobatula
- Montfortella
- Orbiculoris
- Paracibicides
- Pseudocibicides †
- Rectocibicidella
- Rhodanopeza †

Otros géneros considerados en Cibicidinae son:
- Craterella, considerado sinónimo posterior de Crateriola, y este a su vez de Cibicides
- Crateriola, aceptado como Cibicides
- Heterocibicides, aceptado como Montfortella
- Mesocibicides, aceptado como Montfortella
- Polyxenes, aceptado como Cibicides
- Quasicibicides †
- Soldanina, aceptado como Cibicides
- Storilus, aceptado como Cibicides
- Truncatulina, aceptado como Cibicides